# Coraciidae
Las carracas (Coraciidae) son un clado de aves coraciiformes que se distribuyen por territorios tropicales y cálidos del Viejo Mundo.

## Sistemática
La familia incluye dos géneros y 12 especies:
- Género Coracias
  - Coracias garrulus - carraca europea;
  - Coracias abyssinicus - carraca abisinia;
  - Coracias caudatus - carraca lila;
  - Coracias spatulatus - carraca de raquetas;
  - Coracias naevius - carraca coroniparda;
  - Coracias benghalensis - carraca india;
  - Coracias temminckii - carraca de Célebes;
  - Coracias cyanogaster - carraca blanquiazul;
- Género Eurystomus
  - Eurystomus glaucurus - carraca picogorda;
  - Eurystomus gularis - carraca gorgiazul;
  - Eurystomus azureus - carraca moluqueña;
  - Eurystomus orientalis - carraca oriental.